# Hui Ruoqi
Hui Ruoqi (chiń. 惠若琪; ur. 4 marca 1991 w Dalian) – chińska siatkarka grająca na pozycji przyjmującej. Występuje w drużynie Jiangsu ECE Volleyball. W 2018 została zaliczona do międzynarodowego grona Barbie Sheroes, jako kobieta wzór dla dziewcząt.

## Sukcesy klubowe
Mistrzostwo Chin:
- 2017
- 2016
- 2009, 2015

Klubowe Mistrzostwa Świata:
- 2013

## Sukcesy reprezentacyjne
Mistrzostwa Świata Juniorek:
- 2007

Mistrzostwa Azji Juniorek:
- 2008

Volley Masters Montreux:
- 2010, 2016
- 2009, 2011

Mistrzostwa Azji:
- 2011, 2015
- 2009

Puchar Borysa Jelcyna:
- 2011

Puchar Świata:
- 2011

Puchar Azji:
- 2012

Grand Prix:
- 2013

Mistrzostwa Świata:
- 2014

Igrzyska Olimpijskie:
- 2016

## Nagrody indywidualne
- 2010 - Najlepsza przyjmująca turnieju Volley Masters Montreux
- 2011 - MVP Pucharu Jelcyna
- 2012 - Najlepsza zagrywająca Pucharu Azji
- 2016 - MVP i najlepsza przyjmująca turnieju Volley Masters Montreux